# Jacek Sienkiewicz (wokalista)
Jacek Jakub Sienkiewicz (ur. 22 kwietnia 1994 w Warszawie) – polski wokalista i muzyk.

## Życiorys
Razem z siostrą Katarzyną tworzą zespół Kwiat Jabłoni. Pochodzi z rodziny o muzycznych tradycjach. Jego ojciec Jakub jest liderem zespołu Elektryczne Gitary. Do gry na mandolinie zachęcił Jacka jego wujek.
Swoje umiejętności kompozytorskie doskonalił na Uniwersytecie Muzycznym w Warszawie (kierunek: kompozycja). Nie ogranicza się jednak do tworzenia warstwy muzycznej, zajmuje się także pisaniem. Jako główną inspirację podczas pisania tekstów wskazuje studia filozoficzne, które odbył na Uniwersytecie Warszawskim (licencjat – 2016, magister – 2021).